# 申巴赫 (莱茵兰-普法尔茨州)
申巴赫是德国莱茵兰-普法尔茨州的一个市镇。总面积4.67平方公里，总人口262人，其中男性139人，女性123人（2011年12月31日），人口密度56人/平方公里。